# Загужиці (Нижньосілезьке воєводство)
Загужиці (пол. Zagórzyce) — село в Польщі, у гміні Волув Воловського повіту Нижньосілезького воєводства.
Населення — 114 осіб (2011).
У 1975—1998 роках село належало до Вроцлавського воєводства.

## Демографія
Демографічна структура станом на 31 березня 2011 року:
|          | Загалом | Допрацездатний вік | Працездатний вік | Постпрацездатний вік |
| -------- | ------- | ------------------ | ---------------- | -------------------- |
| Чоловіки | 56      | 8                  | 43               | 5                    |
| Жінки    | 58      | 11                 | 32               | 15                   |
| Разом    | 114     | 19                 | 75               | 20                   |